# Morti l'8 giugno
| Questa pagina contiene informazioni ricavate automaticamente dalle voci biografiche con l'ausilio del template Bio e di un bot. L'aggiornamento è periodico e automatico e ricostruisce completamente la pagina. Se manca una persona in questa lista, sei pregato di non aggiungerla, ma accertati piuttosto che la sua voce biografica contenga il template Bio e che i dati anagrafici siano correttamente compilati. Se il template Bio manca, inseriscilo tu stesso o, in alternativa, metti l'avviso {{tmp\|Bio}} che ne segnala la mancanza. Se i dati riportati sono sbagliati, correggi direttamente la voce biografica; le modifiche saranno visibili in questa lista entro pochi giorni. Per chiarimenti vedi il progetto biografie. La lista contiene solo le 476 persone che sono citate nell'enciclopedia e per le quali è stato implementato correttamente il template Bio. Pagina aggiornata al 21 lug 2025. |

## I secolo(1)
- 62 - Claudia Ottavia, imperatrice romana (n. 40)

## VI secolo(2)
- 538 - Vittorino da Pioraco, vescovo e santo italiano
- 560 - Medardo di Noyon, vescovo franco

## VII secolo(1)
- 632 - Maometto, profeta arabo

## XI secolo(1)
- 1042 - Canuto II d'Inghilterra, sovrano danese

## XII secolo(3)
- 1104 - Duqaq I, re
- 1154 - Guglielmo di York, arcivescovo cattolico e santo inglese
- 1155 - Fujiwara no Akisuke, poeta giapponese (n. 1090)

## XIII secolo(3)
- 1215 - Sicardo da Cremona, vescovo cattolico, storico e scrittore italiano
- 1254 - Roberto di Nantes, patriarca cattolico francese
- 1290 - Beatrice Portinari, italiana

## XIV secolo(3)
- 1351 - Édouard de Beaujeu, militare francese (n. 1316)
- 1356 - Elizabeth de Badlesmere, nobile inglese (n. 1313)
- 1376 - Edoardo il Principe Nero, nobile britannico (n. 1330)

## XV secolo(3)
- 1451 - Francesco Malipiero, arcivescovo cattolico italiano
- 1476 - Giovanni Battista Orsini, nobile italiano
- 1492 - Elisabetta Woodville, nobildonna inglese

## XVI secolo(8)
- 1501 - George Gordon, II conte di Huntly, nobile scozzese
- 1505 - Hongzhi, imperatore cinese (n. 1470)
- 1574 - Sanada Yukitaka, militare giapponese
- 1582 - Matteo Rinuccini, arcivescovo cattolico italiano
- 1590 - Thomas Randolph, diplomatico e politico britannico (n. 1523)
- 1591 - Íñigo López de Mendoza y Manrique de Luna, nobile spagnolo
- 1597 - Barbara d'Assia, nobile tedesca (n. 1536)
- 1600 - Edoardo Fortunato di Baden-Baden, nobile tedesco (n. 1565)

## XVII secolo(18)
- 1603 - Stanisław Karnkowski, arcivescovo cattolico e scrittore polacco (n. 1520)
- 1612 - Hans Leo Hassler, compositore e organista tedesco (n. 1564)
- 1621 - Anne de Xainctonge, religiosa francese (n. 1567)
- 1628 - Rudolph Göckel, umanista e filosofo tedesco (n. 1547)
- 1630 - Alessandro Striggio, librettista italiano
- 1635 - Giovanni Francesco di Sales, vescovo cattolico francese (n. 1578)
- 1645 - Giovanni Briccio, pittore, drammaturgo e musicista italiano (n. 1579)
- 1650 - Maximilian von und zu Trauttmansdorff, politico e nobile austriaco (n. 1584)
- 1651 - Tokugawa Iemitsu, militare giapponese (n. 1604)
- 1657 - Domenico Panaroli, medico e botanico italiano (n. 1587)
- 1660 - Lorentz Eichstadt, medico e astronomo tedesco (n. 1596)
- 1662 - Henrique Dias, militare brasiliano
- 1663 - Maiolino Bisaccioni, storiografo, letterato e librettista italiano (n. 1582)
- 1665 - Luigi Mattei, generale, nobile e diplomatico italiano (n. 1609)
- 1674 - Jan Lievens, pittore olandese (n. 1607)
- 1675 - John Jonston, medico, biologo e botanico polacco (n. 1603)
- 1685 - Thomas Bond, I baronetto, nobile inglese (n. 1658)
- 1689 - Decio Azzolino il Giovane, cardinale italiano (n. 1623)

## XVIII secolo(16)
- 1710 - Carlo Tommaso Maillard de Tournon, cardinale e patriarca cattolico italiano (n. 1668)
- 1714 - Sofia del Palatinato, nobile (n. 1630)
- 1716 - Giovanni Guglielmo del Palatinato, nobile (n. 1658)
- 1727 - August Hermann Francke, teologo e pedagogo tedesco (n. 1663)
- 1746 - Federico III d'Assia-Homburg, nobile tedesco (n. 1673)
- 1751 - Giuseppe Maria Brocchi, presbitero e scrittore italiano (n. 1687)
- 1760 - Sallustio Bandini, presbitero, politico e economista italiano (n. 1677)
- 1768 - Johann Joachim Winckelmann, bibliotecario, storico dell'arte e archeologo tedesco (n. 1717)
- 1771 - George Montagu-Dunk, II conte di Halifax, politico britannico (n. 1716)
- 1772 - Gowin Knight, fisico britannico (n. 1713)
- 1777 - Cornelia Schlosser, tedesca (n. 1750)
- 1794 - Gottfried August Bürger, scrittore tedesco (n. 1747)
- 1795 - Luigi XVII di Francia, francese (n. 1785)
- 1796 - Collot d'Herbois, attore teatrale, drammaturgo e politico francese (n. 1749)
- 1796 - Felice Giardini, violinista e compositore italiano (n. 1716)
- 1796 - Ignaz Umlauf, compositore austriaco (n. 1746)

## XIX secolo(55)
- 1807 - George Wythe, giudice e politico statunitense (n. 1726)
- 1808 - Luigi Fantoni, storico e letterato italiano (n. 1749)
- 1809 - Thomas Paine, rivoluzionario e politico britannico (n. 1737)
- 1810 - Ferdinando Messia de Prado, astronomo italiano (n. 1757)
- 1816 - Lodovico Bolognini, architetto italiano (n. 1739)
- 1817 - Théroigne de Méricourt, politica e rivoluzionaria belga (n. 1762)
- 1823 - Jean Daniel de Gambs, militare francese (n. 1744)
- 1827 - Egid Joseph Karl von Fahnenberg, diplomatico e giudice austriaco (n. 1749)
- 1829 - Vincenzo Tobia Nicola Bellini, compositore italiano (n. 1744)
- 1831 - Lavinia Bingham, nobildonna irlandese (n. 1762)
- 1831 - Sarah Siddons, attrice teatrale britannica (n. 1755)
- 1835 - Gian Domenico Romagnosi, giurista, filosofo e economista italiano (n. 1761)
- 1839 - Aloysia Weber, soprano tedesco (n. 1760)
- 1845 - Andrew Jackson, politico statunitense (n. 1767)
- 1846 - Peter Friedrich Röding, naturalista tedesco (n. 1767)
- 1846 - Rodolphe Töpffer, fumettista, illustratore e scrittore svizzero (n. 1799)
- 1849 - Bianca Milesi, patriota, scrittrice e pittrice italiana (n. 1790)
- 1853 - Giuseppe Verani, pittore italiano (n. 1772)
- 1853 - Richard William Howard Vyse, egittologo e antropologo britannico (n. 1784)
- 1857 - Joseph Marion Hernández, politico statunitense (n. 1788)
- 1857 - Douglas William Jerrold, scrittore britannico (n. 1803)
- 1859 - Walter Hunt, inventore statunitense (n. 1796)
- 1862 - Joseph-Marie Callery, missionario e orientalista italiano (n. 1810)
- 1862 - Barbu Catargiu, politico rumeno (n. 1807)
- 1862 - Ermenegildo Francesconi, ingegnere e funzionario italiano (n. 1795)
- 1865 - Luigi Caroli, patriota e militare italiano (n. 1834)
- 1865 - Joseph Paxton, architetto britannico (n. 1803)
- 1866 - Ludwig von Sayn-Wittgenstein-Berlenburg, nobile russo (n. 1799)
- 1868 - Sofia Ahlbom, incisore, scrittrice e fotografa svedese (n. 1803)
- 1871 - Orso Seduto, nativo americano
- 1873 - Giovanni Secco Suardo, restauratore italiano (n. 1798)
- 1874 - Cochise, condottiero nativo americano
- 1874 - Jean-François Landriot, teologo, critico letterario e arcivescovo cattolico francese (n. 1816)
- 1875 - Eduard Mörike, scrittore tedesco (n. 1804)
- 1876 - George Sand, scrittrice e drammaturga francese (n. 1804)
- 1880 - Giacomo Gravina, politico italiano (n. 1794)
- 1881 - Gregorio VI di Costantinopoli, arcivescovo ortodosso greco (n. 1798)
- 1882 - Emilio Cornalia, zoologo, paleontologo e naturalista italiano (n. 1824)
- 1882 - John Scott Russell, ingegnere navale scozzese (n. 1808)
- 1885 - Ignace Bourget, arcivescovo cattolico canadese (n. 1799)
- 1886 - Luigi di Borbone-Due Sicilie, nobile italiano (n. 1838)
- 1888 - Giuseppe Petroni, patriota e politico italiano (n. 1812)
- 1889 - Gerard Manley Hopkins, gesuita e poeta inglese (n. 1844)
- 1891 - Carlo Maria Curci, gesuita e teologo italiano (n. 1809)
- 1892 - Dumitru Brătianu, politico rumeno (n. 1818)
- 1892 - Robert Ford, pistolero statunitense (n. 1861)
- 1895 - Pellegrino Strobel, ornitologo, zoologo e naturalista italiano (n. 1821)
- 1896 - Jacques Berthieu, gesuita francese (n. 1838)
- 1896 - Jules Simon, politico francese (n. 1814)
- 1896 - Johann Jakob Weilenmann, alpinista e scrittore svizzero (n. 1819)
- 1897 - Francesco Spinelli, politico italiano (n. 1820)
- 1898 - Benjamin Tyler Henry, inventore statunitense (n. 1821)
- 1899 - Maria del Divin Cuore, religiosa tedesca (n. 1863)
- 1900 - Georg Autenrieth, filologo classico e linguista tedesco (n. 1833)
- 1900 - Henry Wellesley, III duca di Wellington, nobile inglese (n. 1846)

## XX secolo(227)
- 1901 - Salvatore Cognetti de Martiis, economista italiano (n. 1844)
- 1902 - Charles Ingalls, statunitense (n. 1836)
- 1902 - Giuseppe Locarni, architetto e politico italiano (n. 1826)
- 1902 - Marcantonio Pacelli, avvocato italiano (n. 1804)
- 1902 - Domènec Talarn, scultore spagnolo (n. 1812)
- 1902 - Karl Zangemeister, bibliotecario e filologo classico tedesco (n. 1837)
- 1903 - Gaetano Quattrocchi, arcivescovo cattolico italiano (n. 1850)
- 1905 - Leopoldo di Hohenzollern-Sigmaringen, principe (n. 1835)
- 1906 - John M. Campbell, calciatore scozzese (n. 1869)
- 1906 - Ormondo Maini, basso italiano (n. 1835)
- 1910 - Alice Dixon Le Plongeon, fotografa e scrittrice britannica (n. 1851)
- 1911 - Pietro di Nocera, presbitero e nobile italiano (n. 1840)
- 1912 - Milovan Milovanović, politico e diplomatico serbo (n. 1863)
- 1912 - Robert Penn, militare e vigile del fuoco statunitense (n. 1872)
- 1913 - Emily Davison, attivista inglese (n. 1872)
- 1913 - George Wyndham, politico e critico letterario inglese (n. 1863)
- 1914 - Giuseppe Sordini, archeologo, critico d'arte e funzionario italiano (n. 1853)
- 1916 - Luigi Accattatis, storico e lessicografo italiano (n. 1838)
- 1916 - Guido Brunner, militare italiano (n. 1893)
- 1916 - Paolo Ruini, calciatore italiano (n. 1893)
- 1917 - Giovanni Cadolini, patriota e politico italiano (n. 1830)
- 1917 - Fausto Filzi, patriota italiano (n. 1891)
- 1917 - Károly Koródy, calciatore ungherese (n. 1887)
- 1918 - Juan Breva, chitarrista e compositore spagnolo (n. 1844)
- 1919 - James Lackaye, attore e regista statunitense (n. 1867)
- 1920 - Augusto Righi, fisico italiano (n. 1850)
- 1923 - Herbert G. Jenkins, scrittore e editore inglese (n. 1876)
- 1924 - Ernesto Cortissoz, imprenditore colombiano (n. 1884)
- 1924 - Mortimer Durand, diplomatico e scrittore britannico (n. 1850)
- 1924 - Andrew Irvine, alpinista britannico (n. 1902)
- 1924 - George Mallory, alpinista e docente britannico (n. 1886)
- 1924 - Eugenio Valli, avvocato, giornalista e politico italiano (n. 1853)
- 1926 - Maria Teresa Chiramel Mankidiyan, religiosa indiana (n. 1876)
- 1926 - Emily Hobhouse, attivista britannica (n. 1860)
- 1928 - Raffaele Angiulli, avvocato e politico italiano (n. 1865)
- 1929 - Vladimir Fogel', attore sovietico (n. 1902)
- 1930 - František Malkovský, aviatore e militare cecoslovacco (n. 1897)
- 1931 - Boulifa, linguista, storico e letterato berbero (n. 1861)
- 1931 - George Kleine, produttore cinematografico statunitense (n. 1864)
- 1931 - Raffaele Sammarco, scrittore e poeta italiano (n. 1866)
- 1932 - Antonio Chiaramonte Bordonaro, diplomatico italiano (n. 1877)
- 1932 - Janina Dłuska, pittrice e designer polacca (n. 1899)
- 1932 - Margaret Nevinson, docente e attivista britannica (n. 1858)
- 1933 - Anthony Hope, scrittore britannico (n. 1863)
- 1934 - Giuseppe D'Andrea, avvocato e politico italiano (n. 1849)
- 1934 - Dorothy Dell, attrice e cantante statunitense (n. 1915)
- 1934 - Alfred Drexel, alpinista e ingegnere tedesco (n. 1900)
- 1934 - Francesco Grandi, intarsiatore italiano (n. 1841)
- 1934 - Alberto Pestalozza, compositore italiano (n. 1851)
- 1934 - Alessandro Pomè, direttore d'orchestra, compositore e scrittore italiano (n. 1851)
- 1936 - Ugo Ancona, ingegnere e politico italiano (n. 1867)
- 1936 - Alfred de Glehn, ingegnere francese (n. 1848)
- 1937 - Alberto Nepoti, attore e regista italiano (n. 1876)
- 1937 - Antoni Rubió i Lluch, grecista e scrittore spagnolo (n. 1856)
- 1938 - Ottavio Lanza Branciforte, nobile, militare e politico italiano (n. 1863)
- 1940 - Guy D'Oyly-Hughes, ufficiale inglese (n. 1891)
- 1941 - Mario Daverio, aviatore e militare italiano (n. 1908)
- 1941 - Daniel Vorländer, chimico prussiano (n. 1867)
- 1942 - Daniele de Strobel, pittore italiano (n. 1873)
- 1942 - Henryk Szaro, regista e sceneggiatore polacco (n. 1900)
- 1944 - Ivan Gavrilovič Blinov, pittore russo (n. 1872)
- 1944 - Tōyō Mitsunobu, ammiraglio giapponese (n. 1897)
- 1945 - Robert Desnos, poeta e scrittore francese (n. 1900)
- 1945 - Karl Hanke, generale e politico tedesco (n. 1903)
- 1945 - Charlotte Olivier, medico russo (n. 1864)
- 1945 - Harvey Sims, giocatore di curling canadese (n. 1871)
- 1947 - Giacomo Albanese, matematico italiano (n. 1890)
- 1947 - Slavko Kvaternik, generale e politico croato (n. 1878)
- 1948 - Egidio Ferrara, politico italiano (n. 1891)
- 1948 - François Ruhlmann, direttore d'orchestra belga (n. 1868)
- 1949 - Dezső László, generale ungherese (n. 1894)
- 1949 - Virgilia Lütz, religiosa tedesca (n. 1869)
- 1950 - Oreste Fares, attore italiano (n. 1885)
- 1951 - Stephen Bonsal, storico e giornalista statunitense (n. 1865)
- 1951 - Herman Hupfeld, cantautore statunitense (n. 1894)
- 1951 - Giulio Lorenzetti, scrittore e critico d'arte italiano (n. 1885)
- 1952 - Johnny McDowell, pilota automobilistico statunitense (n. 1915)
- 1952 - Sergej Dmitrievič Merkurov, scultore russo (n. 1881)
- 1953 - Hermann Beitzke, patologo tedesco (n. 1875)
- 1953 - Vittorio Bertoldi, linguista e glottologo italiano (n. 1888)
- 1953 - Gilda Mignonette, cantante italiana (n. 1896)
- 1953 - Stefano Sándor, religioso ungherese (n. 1914)
- 1954 - Arsciak Ciobanian, giornalista, critico letterario e drammaturgo armeno (n. 1872)
- 1956 - Marie Laurencin, pittrice, artista e illustratrice francese (n. 1883)
- 1956 - Jan Lechoń, poeta, critico letterario e diplomatico polacco (n. 1899)
- 1958 - Nicola da Gesturi, religioso italiano (n. 1882)
- 1958 - Julian Szymański, politico e oculista polacco (n. 1870)
- 1958 - Angelo Zammarchi, presbitero italiano (n. 1871)
- 1959 - Pietro Canonica, scultore e compositore italiano (n. 1869)
- 1959 - Angelo Delfino, imprenditore italiano (n. 1884)
- 1959 - May Harrison, violinista e docente inglese (n. 1890)
- 1959 - Leslie Johnson, pilota automobilistico britannico (n. 1912)
- 1959 - Edvard Hugo von Zeipel, astronomo svedese (n. 1873)
- 1959 - Jean de La Varende, scrittore francese (n. 1887)
- 1961 - Olav Bjaaland, combinatista nordico e esploratore norvegese (n. 1873)
- 1961 - Thea Prandi, soubrette, cantante e attrice italiana (n. 1925)
- 1962 - Gottlieb Duttweiler, imprenditore e politico svizzero (n. 1888)
- 1962 - Eugène Freyssinet, ingegnere francese (n. 1879)
- 1962 - Fernando Palazzi, romanziere, lessicografo e critico letterario italiano (n. 1884)
- 1963 - Gaston Ramon, biologo e veterinario francese (n. 1889)
- 1963 - István Somodi, altista e lunghista ungherese (n. 1885)
- 1963 - Kenkichi Tomimoto, ceramista giapponese (n. 1886)
- 1964 - Geraldine Santoro, statunitense (n. 1935)
- 1965 - Erik Chisholm, compositore, direttore d'orchestra e pianista scozzese (n. 1904)
- 1965 - Edmondo Rossoni, sindacalista, giornalista e politico italiano (n. 1884)
- 1966 - Joseph Albert Walker, aviatore e astronauta statunitense (n. 1921)
- 1967 - Carola Fernán Gómez, attrice teatrale e attrice spagnola (n. 1899)
- 1967 - Otilia Cazimir, poetessa e scrittrice rumena (n. 1884)
- 1968 - Patricia Jessel, attrice britannica (n. 1920)
- 1968 - Vincenzo La Rocca, politico italiano (n. 1894)
- 1968 - Ludovico Scarfiotti, pilota automobilistico italiano (n. 1933)
- 1968 - Renzo Tarabusi, sceneggiatore italiano (n. 1906)
- 1969 - Piet van Reenen, calciatore olandese (n. 1909)
- 1969 - Walter Risse, calciatore tedesco (n. 1893)
- 1969 - Aino Sibelius, finlandese (n. 1871)
- 1969 - Robert Taylor, attore statunitense (n. 1911)
- 1970 - Valentin Feurstein, generale austriaco (n. 1885)
- 1970 - Abraham Maslow, psicologo statunitense (n. 1908)
- 1970 - Nicola Pende, politico e medico italiano (n. 1880)
- 1971 - Piero Gherardi, architetto, scenografo e costumista italiano (n. 1909)
- 1971 - Amedeo Ghidoni, calciatore italiano (n. 1902)
- 1971 - Francesco Giunta, politico italiano (n. 1887)
- 1971 - Arnoldo Mondadori, editore italiano (n. 1889)
- 1972 - Antoni Kępiński, medico polacco (n. 1918)
- 1973 - Georg Bochmann, generale tedesco (n. 1913)
- 1973 - Walter Dexel, pittore, tipografo e scenografo tedesco (n. 1890)
- 1973 - Natalija Polons'ka-Vasylenko, storica e scrittrice ucraina (n. 1884)
- 1973 - Emmy Sonnemann, attrice tedesca (n. 1893)
- 1974 - Giorgio De Santillana, fisico, storico della scienza e storico della filosofia italiano (n. 1902)
- 1974 - Anfilogino Guarisi, calciatore brasiliano (n. 1905)
- 1974 - Rodolfo Lipizer, violinista, compositore e direttore d'orchestra italiano (n. 1895)
- 1975 - Murray Leinster, autore di fantascienza statunitense (n. 1896)
- 1975 - Bruno Müller, canottiere tedesco (n. 1902)
- 1976 - Francesco Coco, magistrato italiano (n. 1908)
- 1976 - Antioco Deiana, militare italiano (n. 1936)
- 1976 - Bob Feerick, cestista, allenatore di pallacanestro e dirigente sportivo statunitense (n. 1920)
- 1976 - Michail Efimovič Katukov, generale sovietico (n. 1900)
- 1976 - Giovanni Saponara, poliziotto italiano (n. 1934)
- 1976 - Thorleif Schjelderup-Ebbe, zoologo e psicologo norvegese (n. 1894)
- 1976 - Hobart Merritt Van Deusen, naturalista statunitense (n. 1910)
- 1977 - Erik Bohlin, ciclista su strada svedese (n. 1897)
- 1977 - Nathan Homer Knorr, predicatore statunitense (n. 1905)
- 1977 - Louis Landi, calciatore francese (n. 1941)
- 1978 - Jenny Hasselquist, ballerina e attrice svedese (n. 1894)
- 1978 - Gilberto Mazzi, cantante e attore italiano (n. 1909)
- 1978 - Romola de Pulszky, nobildonna e biografa ungherese (n. 1891)
- 1979 - Engelbert Bösch, calciatore svizzero (n. 1912)
- 1979 - Joseph Colomb, presbitero, filosofo e teologo francese (n. 1902)
- 1979 - Reinhard Gehlen, generale tedesco (n. 1902)
- 1979 - Magnar Isaksen, calciatore norvegese (n. 1910)
- 1979 - Norman Hartnell, stilista inglese (n. 1901)
- 1980 - Brilhante, calciatore brasiliano (n. 1904)
- 1980 - Ernst Busch, attore, regista e cantante tedesco (n. 1900)
- 1980 - Bruno Salvadori, giornalista e politico italiano (n. 1942)
- 1980 - Greta Schröder, attrice tedesca (n. 1892)
- 1981 - Erwin Helmchen, calciatore tedesco (n. 1907)
- 1981 - Lidija Vasil'evna Lopuchova, ballerina russa (n. 1892)
- 1981 - Gino Marzocchi, pittore e scultore italiano (n. 1895)
- 1981 - Şövkət Məmmədova, soprano e insegnante azera (n. 1897)
- 1982 - Augusto Donaudy, scrittore e traduttore italiano (n. 1910)
- 1982 - Satchel Paige, giocatore di baseball statunitense (n. 1906)
- 1982 - Alfredo Rocchi, calciatore italiano (n. 1903)
- 1982 - Manus Vrauwdeunt, calciatore olandese (n. 1915)
- 1982 - Jean Wiener, pianista e compositore francese (n. 1896)
- 1983 - Rachel Baes, pittrice belga (n. 1912)
- 1983 - Johan Saksvik, calciatore norvegese (n. 1918)
- 1984 - Gordon Jacob, compositore inglese (n. 1895)
- 1984 - Ernest McFarland, politico statunitense (n. 1894)
- 1985 - Charles LeMaire, costumista statunitense (n. 1897)
- 1985 - José Maria Zabalza, regista e sceneggiatore spagnolo (n. 1928)
- 1985 - Ayşe Afet İnan, antropologa e storica turca (n. 1908)
- 1986 - Elsa Gidlow, poetessa, giornalista e attivista britannica (n. 1898)
- 1986 - Stanislas Lyonnet, presbitero e teologo francese (n. 1902)
- 1986 - Cèlia Suñol i Pla, scrittrice spagnola (n. 1899)
- 1987 - Jimmy Darrow, cestista statunitense (n. 1937)
- 1987 - Alexander Iolas, collezionista d'arte e gallerista greco (n. 1907)
- 1987 - Yves Jamiaque, scrittore, drammaturgo e sceneggiatore francese (n. 1918)
- 1987 - Daniel Mandell, montatore statunitense (n. 1895)
- 1987 - Jacques Fred Petrus, disc jockey e produttore discografico francese (n. 1948)
- 1988 - Philippe Nguyễn Kim Điền, arcivescovo cattolico vietnamita (n. 1921)
- 1988 - Ezio Pecora, regista, autore televisivo e critico cinematografico italiano (n. 1925)
- 1989 - Fabio Tombari, scrittore italiano (n. 1899)
- 1990 - Cesare Bortolotti, imprenditore e dirigente sportivo italiano (n. 1950)
- 1990 - José Figueres Ferrer, politico costaricano (n. 1906)
- 1991 - Claudio Arrau, pianista cileno (n. 1903)
- 1991 - Heidi Brühl, cantante e attrice tedesca (n. 1942)
- 1991 - Maurice Huet, schermidore francese (n. 1918)
- 1991 - Libero Mancone, mafioso italiano (n. 1949)
- 1991 - Wilhelm Szewczyk, scrittore, poeta e traduttore polacco (n. 1916)
- 1992 - Farag Foda, attivista, scrittore e giornalista egiziano (n. 1946)
- 1993 - John Atyeo, calciatore inglese (n. 1932)
- 1993 - René Bousquet, prefetto francese (n. 1909)
- 1993 - Italo Giulio Caiati, politico italiano (n. 1916)
- 1993 - Toni Morosani, hockeista su ghiaccio svizzero (n. 1907)
- 1993 - José Nora, cestista spagnolo (n. 1940)
- 1993 - Severo Sarduy, poeta, scrittore e critico d'arte cubano (n. 1937)
- 1993 - Raffaele Ranieri di Thurn und Taxis, nobile tedesco (n. 1906)
- 1994 - Antonietta Baistrocchi, cestista italiana (n. 1955)
- 1994 - Enrico Calcaterra, hockeista su ghiaccio e dirigente sportivo italiano (n. 1905)
- 1994 - William Marshall, attore e regista statunitense (n. 1917)
- 1994 - Giovanni Urbani, storico dell'arte e restauratore italiano (n. 1925)
- 1995 - Heinz Lehmann, scacchista tedesco (n. 1921)
- 1995 - Juan Carlos Onganía, generale e politico argentino (n. 1914)
- 1995 - Aldo Querci, allenatore di calcio e calciatore italiano (n. 1911)
- 1995 - Nello Sticco, calciatore italiano (n. 1904)
- 1995 - Carlo Veo, sceneggiatore e regista italiano (n. 1922)
- 1996 - Lidiano Bacchielli, archeologo italiano (n. 1947)
- 1996 - Scoop Putnam, cestista statunitense (n. 1912)
- 1996 - Henryk Trębicki, sollevatore polacco (n. 1940)
- 1997 - Arialdo Banfi, politico e partigiano italiano (n. 1913)
- 1997 - Kurt Stöpel, ciclista su strada tedesco (n. 1908)
- 1997 - George Turner, scrittore e critico letterario australiano (n. 1916)
- 1997 - Amos Tutuola, scrittore nigeriano (n. 1920)
- 1997 - Karen Wetterhahn, chimica statunitense (n. 1948)
- 1998 - Sani Abacha, generale e politico nigeriano (n. 1943)
- 1998 - Jean-Émile Charon, fisico e filosofo francese (n. 1920)
- 1998 - Dick Furey, cestista e allenatore di pallacanestro statunitense (n. 1925)
- 1998 - McCoy Ingram, cestista statunitense (n. 1931)
- 1998 - Larisa Judina, giornalista russa (n. 1945)
- 1998 - Maria Reiche, matematica, archeologa e traduttrice tedesca (n. 1903)
- 1999 - Piet Blom, architetto olandese (n. 1934)
- 1999 - Buddy Clark, contrabbassista e arrangiatore statunitense (n. 1929)
- 1999 - Corrado, conduttore televisivo, autore televisivo e conduttore radiofonico italiano (n. 1924)
- 1999 - Emiliano Tardif, presbitero canadese (n. 1928)
- 2000 - Andy Aitken, calciatore scozzese (n. 1919)
- 2000 - Jacqueline Lorient, schermitrice francese (n. 1928)
- 2000 - Pierluigi Spadolini, architetto e designer italiano (n. 1922)

## XXI secolo(134)
- 2001 - Heos Cogliani Lenzo, scrittrice e poetessa italiana (n. 1920)
- 2001 - Ken Green, calciatore inglese (n. 1924)
- 2001 - Lucien Lauk, ciclista su strada francese (n. 1911)
- 2001 - Giuseppe Martino, pistard e ciclista su strada italiano (n. 1915)
- 2001 - Alex de Renzy, regista statunitense (n. 1935)
- 2001 - Nathaniel Rochester, informatico statunitense (n. 1919)
- 2001 - Don Roper, calciatore inglese (n. 1922)
- 2002 - Antonio Oppes, cavaliere e carabiniere italiano (n. 1916)
- 2002 - Lino Tonti, progettista italiano (n. 1920)
- 2003 - Iginio Marianelli, politico italiano (n. 1925)
- 2004 - Per Carleson, schermidore svedese (n. 1917)
- 2004 - Gianfranco Cozzi, politico italiano (n. 1951)
- 2004 - Fosco Maraini, antropologo, orientalista e alpinista italiano (n. 1912)
- 2004 - Marcello Sgarlata, politico italiano (n. 1927)
- 2004 - Leopoldo Zea, filosofo messicano (n. 1912)
- 2004 - Abd al-Rahman al-Shaghouri, poeta, sindacalista e mistico siriano (n. 1912)
- 2005 - Michèle Auclair, violinista francese (n. 1924)
- 2005 - Ed Bishop, attore statunitense (n. 1932)
- 2005 - Napoleone Colajanni, politico italiano (n. 1926)
- 2005 - William Goering, schermidore statunitense (n. 1932)
- 2006 - Jim Birr, cestista statunitense (n. 1916)
- 2006 - Robert Donner, attore statunitense (n. 1931)
- 2006 - Erasmo Franzoni, allenatore di calcio e calciatore italiano (n. 1912)
- 2006 - Edoardo Travi, poeta italiano (n. 1920)
- 2006 - Bjørn Wiinblad, artista e designer danese (n. 1918)
- 2006 - Matta El Meskin, monaco cristiano egiziano (n. 1919)
- 2007 - Luciano Lenti, politico e partigiano italiano (n. 1924)
- 2007 - Aden Abdulla Osman, politico somalo (n. 1908)
- 2007 - Beppe Recchia, regista televisivo italiano (n. 1934)
- 2007 - Richard Rorty, filosofo statunitense (n. 1931)
- 2007 - Dave Way, cestista canadese (n. 1940)
- 2008 - Florența Crăciunescu, discobola e pesista rumena (n. 1955)
- 2008 - Vladimiro Missaglia, fumettista, architetto e editore italiano (n. 1933)
- 2008 - Peter Rühmkorf, scrittore, poeta e drammaturgo tedesco (n. 1929)
- 2008 - Luigi Zanetti, ginnasta italiano (n. 1921)
- 2009 - Omar Bongo, politico gabonese (n. 1935)
- 2010 - Aldo Marelli, calciatore italiano (n. 1919)
- 2010 - Marina Timofeevna Semënova, ballerina russa (n. 1908)
- 2010 - Crispian St. Peters, cantante, musicista e chitarrista britannico (n. 1939)
- 2011 - John Mackenzie, regista scozzese (n. 1932)
- 2011 - Fazul Abdullah Mohammed, terrorista comoriano (n. 1974)
- 2011 - Alan Rubin, trombettista statunitense (n. 1943)
- 2012 - Alberto Aiardi, politico italiano (n. 1935)
- 2012 - Pete Brennan, cestista statunitense (n. 1936)
- 2012 - Frank Cady, attore statunitense (n. 1915)
- 2012 - Giuseppe Decollanz, dirigente pubblico, educatore e scrittore italiano (n. 1935)
- 2012 - Nikolaj Ivanov, canottiere sovietico (n. 1949)
- 2013 - Paul Cellucci, politico e diplomatico statunitense (n. 1948)
- 2013 - Giuseppe Fasoli, avvocato e politico italiano (n. 1919)
- 2013 - Walter Garavelli, politico italiano (n. 1915)
- 2013 - Stanislava Hubálková, cestista cecoslovacca (n. 1934)
- 2013 - Charles M. Hudson, antropologo statunitense (n. 1932)
- 2013 - Yoram Kaniuk, scrittore israeliano (n. 1930)
- 2013 - Giuseppe La Rosa, militare italiano (n. 1982)
- 2013 - Mario Mena, calciatore boliviano (n. 1927)
- 2014 - Luca Canali, latinista, scrittore e traduttore italiano (n. 1925)
- 2014 - Alexander Imich, parapsicologo, chimico e supercentenario polacco (n. 1903)
- 2014 - Veronica Lazar, attrice e psicologa rumena (n. 1938)
- 2014 - Celio Roncancio, ciclista su strada colombiano (n. 1966)
- 2014 - Ivo Vinco, basso italiano (n. 1927)
- 2014 - Yoshihito, principe Katsura, principe giapponese (n. 1948)
- 2015 - Frank Cappuccino, pugile e arbitro di pugilato statunitense (n. 1929)
- 2015 - Jean Gruault, sceneggiatore e attore francese (n. 1924)
- 2015 - Otakar Hořínek, tiratore a segno cecoslovacco (n. 1929)
- 2015 - Chea Sim, politico cambogiano (n. 1932)
- 2016 - Pierre Aubert, politico svizzero (n. 1927)
- 2016 - Sascha Lewandowski, allenatore di calcio tedesco (n. 1971)
- 2016 - Qahhor Mahkamov, politico tagiko (n. 1932)
- 2016 - Marina Malfatti, attrice italiana (n. 1933)
- 2016 - Quino Salvo, cestista e allenatore di pallacanestro spagnolo (n. 1958)
- 2016 - Beppi Zancan, giornalista italiano (n. 1936)
- 2017 - Glenne Headly, attrice statunitense (n. 1955)
- 2017 - Sergo K'ut'ivadze, calciatore sovietico (n. 1944)
- 2017 - Ndary Lô, artista senegalese (n. 1961)
- 2017 - Jan Notermans, calciatore e allenatore di calcio olandese (n. 1932)
- 2017 - Liana Nunzi, cestista italiana (n. 1934)
- 2017 - Oreste Orsini, violoncellista italiano (n. 1919)
- 2017 - Sam Panopoulos, cuoco e imprenditore greco (n. 1934)
- 2017 - Foteini Vlachou, storica dell'arte e docente greca (n. 1975)
- 2017 - Miguel d'Escoto Brockmann, presbitero, politico e diplomatico nicaraguense (n. 1933)
- 2017 - Valerij Čikov, regista russo (n. 1950)
- 2018 - Anthony Bourdain, cuoco, gastronomo e scrittore statunitense (n. 1956)
- 2018 - Maria Bueno, tennista brasiliana (n. 1939)
- 2018 - Mark Buntzman, regista, sceneggiatore e attore statunitense (n. 1949)
- 2018 - Andrea Chiarotti, hockeista su slittino, hockeista su ghiaccio e allenatore di hockey su ghiaccio italiano (n. 1966)
- 2018 - Eunice Gayson, attrice britannica (n. 1928)
- 2018 - Danny Kirwan, chitarrista e cantante britannico (n. 1950)
- 2018 - Gino Santercole, cantautore, compositore e attore italiano (n. 1940)
- 2019 - Abdul Baset Al-Sarout, attivista e militare siriano (n. 1992)
- 2019 - Justin Edinburgh, allenatore di calcio e calciatore inglese (n. 1969)
- 2019 - Arthur Frackenpohl, compositore statunitense (n. 1924)
- 2019 - Nello Governato, calciatore, dirigente sportivo e scrittore italiano (n. 1938)
- 2019 - Andre Matos, cantante e pianista brasiliano (n. 1971)
- 2019 - Gerlind Reinshagen, scrittrice, poetessa e drammaturga tedesca (n. 1926)
- 2020 - Klaus Berger, teologo tedesco (n. 1940)
- 2020 - Renzo Bulgarello, canottiere italiano (n. 1948)
- 2020 - Tony Dunne, calciatore e allenatore di calcio irlandese (n. 1941)
- 2020 - Marion Hänsel, attrice, regista e produttrice cinematografica belga (n. 1949)
- 2020 - Nemir Kirdar, banchiere e imprenditore iracheno (n. 1936)
- 2020 - Fabrizio Mioni, attore e designer italiano (n. 1930)
- 2020 - Pierre Nkurunziza, politico burundese (n. 1964)
- 2020 - Bonnie Pointer, cantante statunitense (n. 1950)
- 2020 - Luigi Trevisan, calciatore italiano (n. 1938)
- 2021 - John Angus, calciatore inglese (n. 1938)
- 2021 - Gisèle Charbit, modella francese (n. 1937)
- 2022 - Elios Andreini, politico italiano (n. 1940)
- 2022 - Louis Crocq, psichiatra e psicologo francese (n. 1928)
- 2022 - Costică Dafinoiu, pugile rumeno (n. 1954)
- 2022 - Julio Jiménez, ciclista su strada e pistard spagnolo (n. 1934)
- 2022 - Romeo Morri, politico sammarinese (n. 1952)
- 2022 - Paula Rego, pittrice portoghese (n. 1935)
- 2022 - George Thompson, cestista statunitense (n. 1947)
- 2023 - Klaus Beer, lunghista tedesco (n. 1942)
- 2023 - Guido Bodrato, politico e economista italiano (n. 1933)
- 2023 - Julie Garwood, scrittrice statunitense (n. 1944)
- 2023 - Véronique Jardin, nuotatrice francese (n. 1966)
- 2023 - Renato Longo, ciclocrossista e ciclista su strada italiano (n. 1937)
- 2023 - Domingo Perurena, ciclista su strada spagnolo (n. 1943)
- 2023 - Ralé Rašić, allenatore di calcio e calciatore jugoslavo (n. 1935)
- 2023 - Pat Robertson, pastore protestante, predicatore e politico statunitense (n. 1930)
- 2023 - Gary Turner, cestista statunitense (n. 1942)
- 2024 - Pippo Corigliano, giornalista, scrittore e ingegnere italiano (n. 1942)
- 2024 - Christophe Deloire, giornalista e scrittore francese (n. 1971)
- 2024 - Oswald Ducrot, linguista francese (n. 1930)
- 2024 - Klaus Töpfer, politico tedesco (n. 1938)
- 2024 - Éric Vu-An, ballerino, coreografo e direttore artistico francese (n. 1964)
- 2024 - Chet Walker, cestista statunitense (n. 1940)
- 2024 - Maria da Conceição Tavares, economista e politica portoghese (n. 1930)
- 2025 - Saverio Asprea, politico e giurista italiano (n. 1932)
- 2025 - Ewa Dałkowska, attrice polacca (n. 1947)
- 2025 - David Greenwood, cestista statunitense (n. 1957)
- 2025 - Antioco Piseddu, vescovo cattolico italiano (n. 1936)
- 2025 - Carlo von Tiedemann, conduttore televisivo tedesco (n. 1943)
- 2025 - Stu Wilson, rugbista a 15 neozelandese (n. 1954)

## Senza anno specificato(1)
- Nicola III di Meclemburgo, principe (n. 1230)